# Wojskowy Instytut Higieny i Epidemiologii im. gen. Karola Kaczkowskiego
Wojskowy Instytut Higieny i Epidemiologii imienia generała Karola Kaczkowskiego – instytut badawczy założony i nadzorowany przez Ministra Obrony Narodowej. Instytut jest także podmiotem leczniczym. Zasadniczym celem działalności podstawowej Instytutu jest prowadzenie badań naukowych oraz prac badawczo-rozwojowych w dziedzinie nauk medycznych i nauk o zdrowiu (w tym m.in.: epidemiologii, farmakologii, fizjologii stosowanej, higieny, immunologii, medycyny regeneracyjnej, medycyny weterynaryjnej, mikrobiologii, nauki o żywieniu i nauki o żywności, radiobiologii i ochrony przed promieniowaniem jonizującym i niejonizujący oraz toksykologii). Prowadzone badania i prace mają szczególnie na względzie potrzeby Sił Zbrojnych RP oraz obszar bezpieczeństwa państwa. Instytut kładzie szczególny nacisk na zagrożenia związane użyciem broni masowego rażenia (biologicznej, chemicznej i radiologicznej).
Instytut ma główną siedzibę w Warszawie przy ul Kozielskiej (dzielnica Wola-Koło) oraz Puławach przy ul. Lubelskiej 2 zlokalizowany jest Ośrodek Diagnostyki i Zwalczania Zagrożeń Biologicznych.

## Tradycje i historia[4]

### Patron[5]

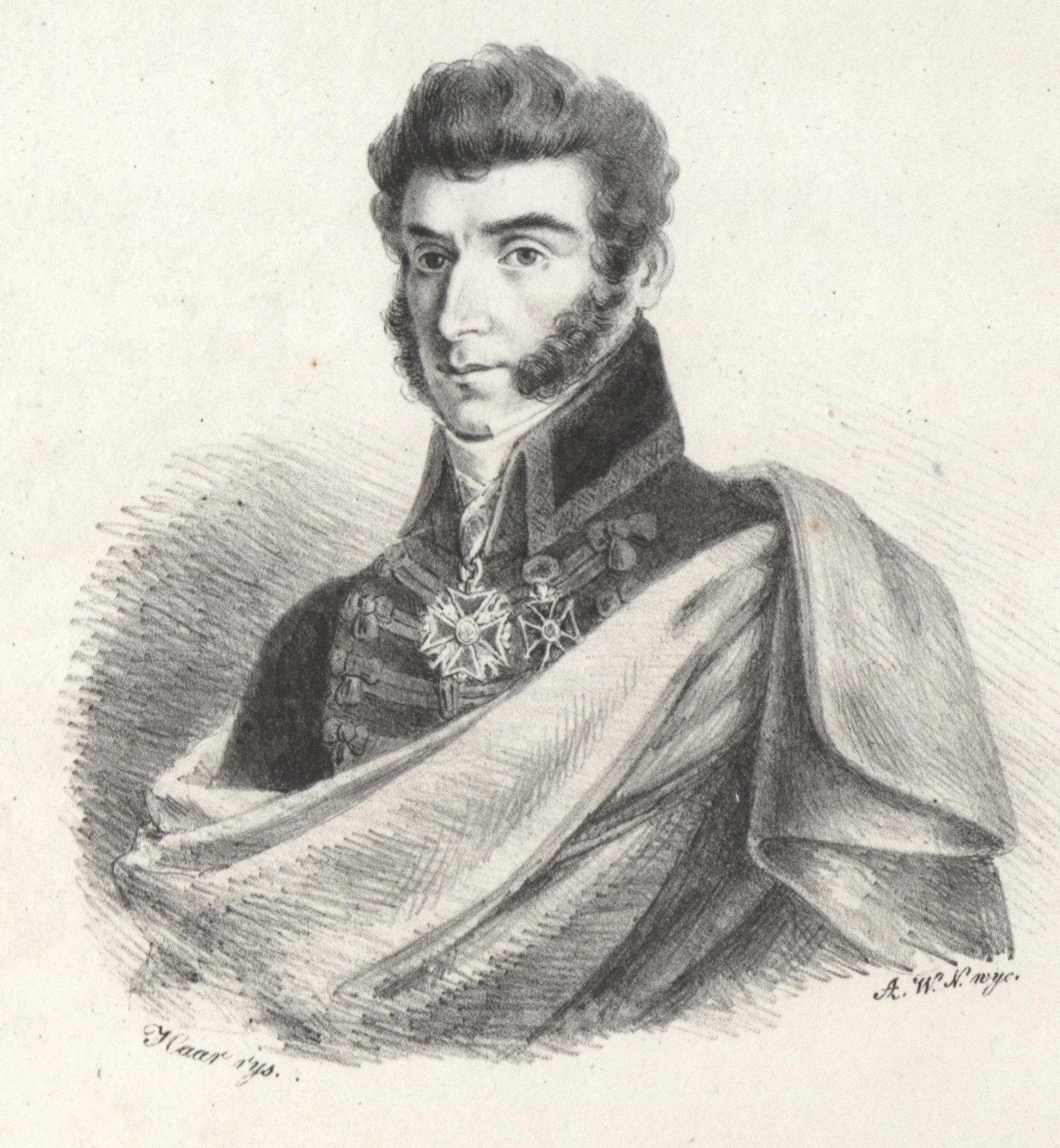
Gen. Karol Kaczkowski (ok. 1834r.)

Profesor medycyny Karol Kaczkowski (1797-1867) lekarz i epidemiolog, w okresie powstania listopadowego wraz ze studentami medycyny Uniwersytetu Warszawskiego ochotniczo wstąpił do wojska i zorganizował pierwsze zwarte oddziały medyczne, stworzył etapowy system pomocy medycznej rannym: od pola walk do szpitala. Mianowany Naczelnym Lekarzem Wojska Polskiego. W obliczu przywleczonej przez wojska rosyjskie drugiej pandemii cholery, generał opracował skuteczne procedury leczenia i zapobiegania szerzeniu się tej choroby (m.in. izolacja pacjentów, dezynfekcja z wykorzystaniem chloru).

### Okres laboratorium sanitarnego
Tradycje Instytutu wywodzą się bezpośrednio od jednostek sanitarno-epidemiologicznych tworzonych w czasie II wojny światowej na froncie wschodnim w ramach Wojska Polskiego podległego ZSRR. Było to utworzone w Lublinie w styczniu 1945 Sanitarno Epidemiologiczne Laboratorium nr 9 Frontu (kierownik SELF 9: kpt prof. dr n. med. Edmund Mikulaszek) przy Szpitalu Ewakuacyjnym nr 42 (zakaźnym), które w już w lutym przeniesiono do Tworek koło Warszawy. Po zakończeniu wojny we wrześniu 1945 z SELF 9 oraz 28. Pogotowia Instruktorsko Dezynfekcyjnego, utworzono Centralne Laboratorium Sanitarno-Epidemiologiczne, które kolejno grudniu 1946 przeniesiono Łodzi i włączono do Wojskowego Centrum Wyszkolenia Medycznego. Od 10 lipca 1949 do 15 stycznia 1950 kierownikiem laboratorium był płk dr hab. Jan Andrzej Chomiczewski. W 195 laboratorium ponownie usamodzielniono, a w kolejnym roku rozbudowano strukturę i zmieniono nazwę na 34. Wojskowe Centralne Laboratorium Sanitarno-Higieniczne. W 1955 laboratorium pod kierunkiem ppłk. prof. dr. farm. Maksyma Nikonorowa przeniesiono do Warszawy na Powązki, nadając mu w 1957 charakter placówki naukowej.

### Okres instytutu naukowego
W 1960 nastąpiły kolejne zmiany. Nadano nową nazwę Wojskowy Instytut Higieny i Epidemiologii oraz patrona generała Karola Kaczkowskiego. W tym samym 1960 roku do Instytutu włączono Ośrodek Ochrony Radiologicznej i Radiobiologii zlokalizowany w II CSK WAM przy ul. Szaserów. W 1963 do Instytutu włączono Laboratorium Sanitarno-Higieniczne Wojsko Lotniczych w Krakowie (przeniesione do Warszawy w 1982r.). W tym samy roku utworzono Radę Naukową WIHE, a rok później nadano jej prawo do nadania stopnia naukowego doktora nauk medycznych, farmacji i nauk przyrodniczych, w roku 1972 także doktora habilitowanego. W kolejnych latach Instytut rozwijał się tych trzech lokalizacjach. W latach 1974–1979 przy ul. Kozielskiej wybudowano nowy budynek administracyjno-laboratoryjny. W 1990 do Instytutu włączono Ośrodek Naukowo-Badaczy Służby Weterynaryjnej w Puławach, który zmienił nazwę na Ośrodek Badań Weterynaryjnych WIHE. Ważnym wydarzeniem było w roku 1997 włączenie Instytutu w struktury Wojskowej Akademii Medycznej w Łodzi.
Likwidacja Wojskowej Akademii Medycznej w 2002 zaowocowała ponownym powołaniem przez MON instytutu jako samodzielnej jednostki naukowej (w ówczesnym systemie prawnym jako jednostki badawczo-rozwojowej). Jako samodzielny Instytut, WIHE utraciło charakter jednostki wojskowej oraz bezpośrednią podległość pod struktury wojskowe (choć organem tworzącym i nadzorującym pozostał MON). Stanowisko komendanta instytutu zastąpiono stanowiskiem dyrektora. Instytut od tej pory stał się poddanym prawom gospodarki rynkowej - tak jak inne instytuty czy jbr, musiał otworzyć się na aktywnie i konkurencyjne zabieganie o środki na badania naukowe i prace badawczo-rozwojowe.
W 2002 dzięki współpracy z Departamentem Obrony USA, oraz dofinansowaniu Komitetu Badań Naukowych w Puławach utworzono pierwsze w Polsce laboratorium mikrobiologiczne 3 stopnia hermetyczności (powszechnie określane jako "BSL-3"). W tym czasie zmieniono nazwę ośrodka w Puławach na Ośrodek Diagnostyki i Zwalczania Zagrożeń Biologicznych WIHE. W 2010 w ramach reformy nauki i szkolnictwa wyższego WIHE zmienił status z jednostki badawczo-rozwojowej na instytut badawczy. W 2021 przeniesiono jednostki organizacyjne z ul. Szaserów na ul. Kozielską. Od tej pory Instytut realizuje działalność w dwóch lokalizacjach w Warszawie i Puławach.

## Aktywność Instytutu

### Działalność naukowa i badawczo-rozwojowa
Instytut realizuje prace badawcze i badawczo-rozwojowe we wszystkich statutowych obszarach, konkurencyjnie pozyskując środki na badania z budżetu państwa (m.in. MON, MNiSW), krajowych i zagranicznych agencji granatowych (m.in. NCN, NCBiR, ABM, DARPA) i organizacji międzynarodowych (m.in. EDA, Departament Obrony USA, Komisja Europejska) oraz partnerów komercyjnych (przedsiębiorców).

#### Rada Naukowa WIHE[8]
Instytut posiada Radę Naukową (obecnie 14 osobową), która organem stanowiącym, inicjującym, opiniodawczym i doradczym w zakresie działalności statutowej oraz w sprawach rozwoju pracowników naukowych i badawczych. Obecnie Instytut i Rada Naukowa posiada prawa do nadawania stopnia naukowego doktora nauk o zdrowiu (dziedzina: nauki medyczne i nauki o zdrowiu, dyscyplina: nauki o zdrowiu).

### Działalność medyczna oraz wykrywanie czynników BMR
Instytut posiada hermetyczne laboratoria diagnostyczne (w tym medyczne laboratorium diagnostyczne) przygotowane do prowadzenia identyfikacji, badań i archiwizacji szczególnie niebezpiecznych czynników biologicznych (wirusy, bakterie i toksyny), w tym biologicznych czynników broni masowego rażenia (m.in. czynników etiologicznych wąglika, dżumy, cholery, tularemii, zatrucia jadem kiełbasianym i innych.

### Działalność edukacyjno-ekspercka
Instytut realizuje działalność szkoleniową w tym szkolenia, kursy i konferencje. Instytut jest upoważniony do prowadzenia szkoleń w zakresie ochrony przed polem elektromagnetycznym, kursów wakcynologia praktyczna, kursów ochrony radiologicznej pacjenta i inspektora ochrony radiologicznej. Instytut jest jednostką akredytowaną do prowadzenia specjalizacji w dziedzinie epidemiologii dla lekarzy i pracowników w ochronie zdrowia oraz prowadzenia kursów w tym zakresie.
Realizacja zadań w unikanym obszarze badawczym pozwala na wsparcie eksperckie przez Instytut na korzyść administracji rządowej (w szczególności MON) lub samorządowej, a także udziału w realizacji zadań polityki pomocowej UE w krajach rozwijających się. Obejmuje to udział w tworzeniu legislacji, przewodników, instrukcji, pracach standaryzacyjnych lub transferze najlepszych praktyk (m.in. w zakresie bezpieczeństwa OPBMR, epidemiologii, bezpieczeństwa biologicznego (biological safety, biosecurity), reżimów non-proliferacyjnych).

## Struktura[10]

### Lokalizacja ul. Kozielska, Warszawa

#### Zakłady Naukowe
- Zakład Farmakologii i Toksykologii
- Zakład Medycyny Regeneracyjnej i Biologii Komórki
- Zakład Ochrony Mikrofalowej
- Zakład Radiobiologii

#### Samodzielne Pracownie
- Pracownia Epidemiologii
- Pracownia Fizjologii Stosowanej
- Pracownia Genetyki i Biologii Molekularnej
- Pracownia Higieny Żywienia i Żywności
- Pracownia Immunologii Doświadczalnej
- Pracownia Nanobiologii i Biomateriałów
- Pracownia Parazytologii
- Pracownia Terapii Eksperymentalnych
- Pracownia Terapii Genowych

### Lokalizacja ul. Lubelska, Puławy
- Ośrodek Diagnostyki i Zwalczania Zagrożeń Biologicznych

## Ciekawostki

### Obiekt "Alfa"[11][12]
Eksperymentalny schron OPBMR wybudowany na terenie Instytutu w latach 70 w okresie zimnej wojny. W czasie zagrożenia bmr czy konfliktem nuklearnym oraz skażeniem ważnym aspektem jest ochrona stanowisk dowodzenia czy ludności. Wybudowany jako pierwszy z planowanej serii (Alfa, Beta, Gamma) to pełnowartościowy hermetyzowalny schron o powierzchni 150 m kw., wyposażony w śluzy, system dekontaminacji i filtrowentylacji. Prowadzono tam badania nad wpływem izolacji i zagrożenia oraz wytrzymałością organizmu ludzkiego na przebywanie w warunkach bytowania w schronie.

### Pomnik generała Karola Kaczkowskiego[13]
Postawiono go w 1931r. w 100 lecie bitwy o Olszynkę Grochowską na terenie koszar 1. Batalionu Sanitarnego przy Powązkowskiej 44. Został wtedy ufundowany przez kadrę oficerską tej jednostki. 20 czerwca 1960r. odrestaurowano go i przeniesiono na obecny teren Instytutu przy ul. Kozielskiej 4, oraz uroczyście odsłonięto w obecności rodziny generała Kaczkowskiego. Ma kształt kamiennego obelisku stojącego na prostopadłościennym postumencie umieszczonych na szerszym dwuwarstwowym cokole. Na obelisku umieszczony jest metalowy medalion z wizerunkiem popiersia gen. Karola Kaczkowskiego (autorstwa Wiktora Gontarczyka). Na postumencie umieszczono napisy (kapitalikami): [front] «KAROL KACZKOWSKI GENERAŁ SZTABS-LEKARZ WOJSKA POLSKIEGO W R. 1831»; [lewa strona] «SWEMV SZEFOWI W SETNĄ ROCZNICĘ OFICEROWIE ZAWODOWI I REZERWOWI 1. BATALJONV SANITARNEGO 25 II 1931 R.»; [tył] «NA TEREN WOJSKOWEGO INSTYTUTU HIGIENY I EPIDEMIOLOGII OBELISK PRZENIOSŁO I ODNOWIŁO WOJSKO POLSKIE 20 VI 1960»; [prawa strona] «DOBRA I SZYBKA POMOC LEKARSKA NA POLV WALKI WPŁYWA NA PODTRZYMANIE DVCHA ŻOŁNIERZA».

## Odznaka pamiątkowa i oznaka rozpoznawcza
Decyzją nr 5/MON z dnia 21 stycznia 2019 roku w Wojskowym Instytucie Higieny i Epidemiologii wprowadzono odznakę pamiątkową oraz oznakę rozpoznawczą. 

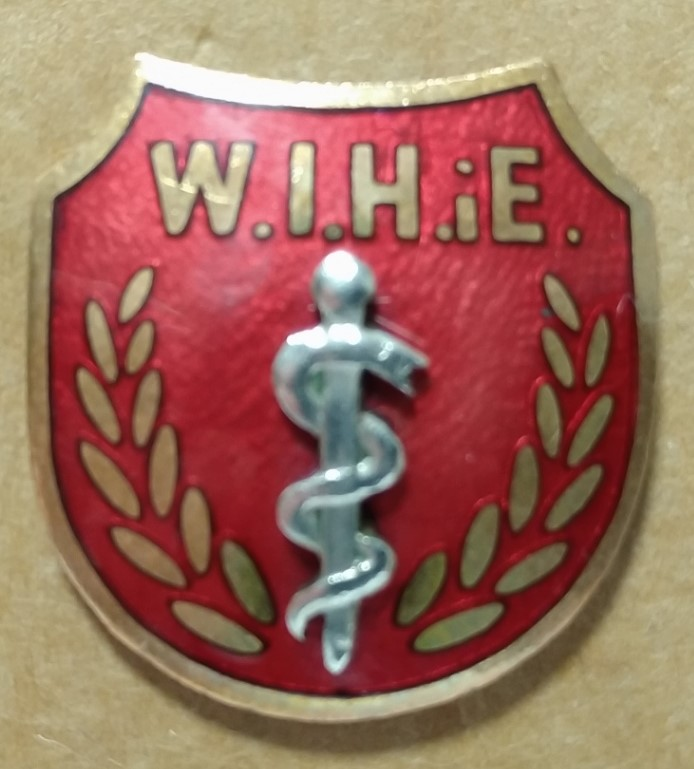
Oznaka Instytutu do roku 2019

Odznaka pamiątkowa nawiązuje do historycznej odznaki pamiątkowej 1 Batalionu Sanitarnego im. generała lekarza Karola Kaczkowskiego, stacjonującego przed II wojną światową na Powązkach. W odznace pamiątkowej wykorzystano barwę wiśniową, która jest historycznie związana z  jednostkami wojska polskiego o specjalizacjach medycznych, farmaceutycznych i weterynaryjnych. Odznaka metalowa ma wymiary 40 mm na 40 mm, w kształcie kwadratu ustawionego na wierzchołku pionowo, obwiedzionego srebrną obwódką. W kwadracie znajduje się równoramienny krzyż ustawiony na skos z ramionami ze srebrnych podwójnych proporczyków rozdzielonych ciemnoniebieskimi żyłkami. W części centralnej znajduje się ciemnoniebieska tarcza z laską Eskulapa, stanowiącą tradycyjny symbol medycyny oraz sztuki lekarskiej. Pomiędzy ramionami krzyża umieszczono napisy z literami koloru złotego.

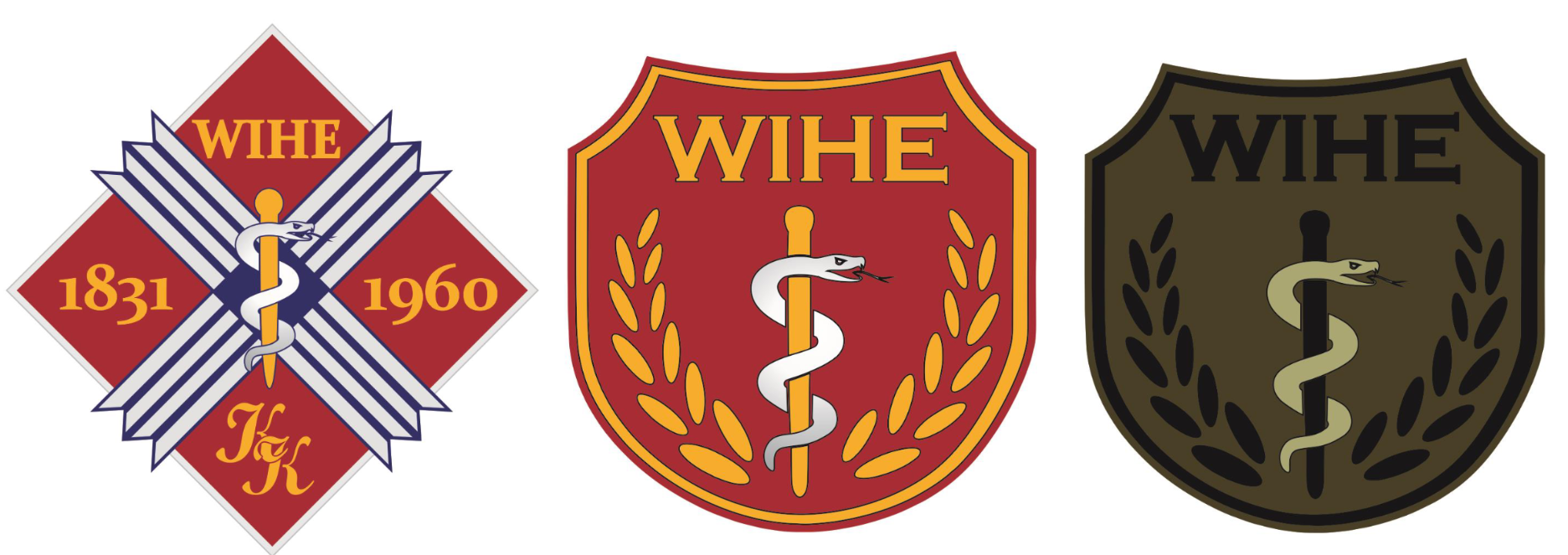
Odznaka pamiątkowa i warianty oznaki rozpoznawczej WIHiE od 2019r.

U góry znajduje się napis „WIHE” stanowiący skrót nazwy Instytutu, na dole wpisano ozdobny monogram „KK”, z inicjałami patrona. Po lewej stronie umieszczono rok bitwy o Olszynkę Grochowską „1831”, a po prawej stronie datę „1960”, rok założenia Instytutu.
Oznaka rozpoznawcza (tkana/haftowana) jest oparta na tarczy herbowej, otoczonej złotą linią. U góry jest skrót nazwy Instytutu, a laska Eskulapa  jest obustronnie otoczona stylizacją wieńców laurowych barwy złotej. Wzór oznaki bezpośrednio nawiązuje do dotychczas wykorzystywanej oznaki Instytutu. Oznaka posiada wersję na mundur polowy w barwach ochronnych. 

## Komendanci
- płk prof. dr hab. farm. Maksym Nikonorow (1960–1970)
- płk prof. dr hab. Józef Kubica (1970–1978)
- gen. bryg. doc. dr hab. med. Tadeusz Obara (1978–1982)
- gen. bryg. prof. dr hab. med. Jerzy Bończak (1982–1984)
- płk doc. dr hab. med. Juliusz Reiss (1984–1985)
- płk prof. dr hab. Józef F. Kubica (1985–1991)
- płk prof. dr. hab. Jerzy Faff (1991–1996)
- płk prof. dr hab. Krzysztof Chomiczewski (1996–2002)
- płk doc. dr hab. n. med. Marek Krzysztof Janiak (2002)

## Dyrektorzy
- płk doc. dr hab. n. med. Marek K. Janiak (2002–2007)
- płk dr n. med. Janusz Kocik (2007–2016)
- płk dr n. biol. Robert Zdanowski (2016–2019)
- płk dr n. med. Adam Ziemba (2019–2021)
- prof. dr hab. n. med. i n. o zdr. inż. Marcin Sobczak (2021-2023)
- dr n. med Jarosław Ucieklak (2023-2024)
- płk dr n. biol. Marek Brytan (od 2024)